# Георг Баварський
Принц Георг Франц Йозеф Луїтпольд Марія Бава́рський (нім. Georg Franz Joseph Luitpold Maria Prinz von Bayern; 2 квітня 1880, Мюнхен — 31 травня 1943, Рим) — німецький і австро-угорський офіцер, майор Австро-Угорської армії, оберст Баварської армії. Пізніше — католицький священник, прелат Римської курії.

## Біографія

### Принц і солдат
Георг був принцом з баварського королівського дому Віттельсбахів, сином принца Леопольда Баварського, брата останнього баварського короля, та Гізели Австрійської, дочки імператора Франца Йозефа. Таким чином, принц Георг Баварський був онуком імператора Франца Йозефа та його дружини Єлизавети, відомої як «Сісі», а також принца-регента Луїтпольда Баварського.
1 квітня 1897 року (за день до свого 17-річчя) принц Георг вступив до Баварської армії у званні лейтенанта Баварського лейб-піхотного полку. 8 лютого 1903 року його підвищили в чин оберлейтенанта й перевели до 1-го важкого кавалерійського полку для набуття досвіду в кавалерії. Там підвищений в ротмістри 27 жовтня 1905 року і в майори 26 жовтня 1906 року. З 1908 року принц був почесним австрійським ротмістром і майором Моравського драгунського полку № 11. Також повідомляється, що Георг Баварський під час служби в армії був пристрасним боксером.
Він одружився з ерцгерцогинею Ізабеллою Австрійсько-Тешенською, дочкою ерцгерцога Фрідріха Австрійсько-Тешенського та принцеси Ізабелли фон Крой, 11 лютого 1912 року у палаці Шенбрунн у Відні. Пара провела медовий місяць в Уельсі, Парижі та Алжирі, але під час медового місяця розлучилася з особистих причин. Менш ніж за рік Верховний суд Баварії підтвердив розлучення 17 січня 1913 року, а Святійший Престол у Римі оголосив шлюб недійсним 5 березня того ж року, оскільки, згідно з заявами обох партнерів, він не був консумований.
Під час Першої світової війни принц Георг Баварський служив офіцером на Західному та Східному фронтах. У цей час його колишня дружина, ерцгерцогиня Ізабелла, служила медсестрою в Об'єднаній армії, закохалася в хірурга Пауля Альбрехта (1873—1928) і навіть побралася з ним. Однак імператор заборонив шлюб із буржуазним лікарем (закони дому Габсбургів), і Ізабелла більше не виходила заміж до своєї смерті 6 грудня 1973 року в Ла-Тур-де-Пе.

### Священник
Георг почав вивчати католицьке богослов'я в Інсбруку в 1919 році і був висвячений на священника 21 березня 1921 року. Згодом він здобув докторський ступінь канонічного права в Інсбруку й вирушив до Риму, де продовжив навчання і в 1925 році закінчив Папську академію. 18 листопада 1926 року Папа Пій XI призначив його Папським прелатом з титулом «монсеньйор», а 1930 року — каноніком собору Святого Петра. 12 листопада 1941 року Пій XII надав йому звання апостольського протонотара, одного з найвищих папських почесних титулів. У Римі принц був відомим і популярним під прізвиськом «монсеньйор Джорджіо». Він активно співпрацював з німцями, що проживали там, особливо баварцями, і мав великі зв'язки у Ватикані. Він неофіційно виступав посередником між вищою знаттю Ватикану та Святого Престолу в аристократичних колах. Принц Георг підтримував постійний зв'язок з римлянами, які приїжджали до його сім'ї, особливо зі своїм двоюрідним братом, наслідним принцом Рупрехтом Баварським, який утік у Рим 1939 року, рятуючись від нацистів. Він також підтримував постійний зв'язок з іншими представниками вищої знаті, які проживали або приїжджали до Риму, багато з яких були його родичами. Серед інших подій він був присутній на весіллі майбутнього італійського короля Умберто II та його дружини Марії Жозе Бельгійської у 1930 році та на весіллі іспанського інфанта Хайме де Бурбона у 1935 році. У 1938 році він організував репатріацію королівського подружжя Франциска II Сицилійського та його дружини Марії, уродженої принцеси Баварської, які померли у вигнанні в Баварії. Обоє померлих були поховані в римській церкві Санто-Спіріто-ін-Сасія.
Під час свого перебування в Римі принц Георг жив на віллі Сан-Франческо разом із ченцями-францисканцями Вальдбрайтбаха (регулярними терціаріями), які присвятили себе турботі про хворих.
Георг Баварський помер у Римі у віці 63 років. Він був похований на площі Кампо Санто Тевтоніко. З 1929 року він був членом місцевого «Архіконратства скорботної матері німців і фламандців». Згідно з повідомленням газети «Osservatore Romano» від 2 червня 1943 року, принц Георг заразився туберкульозом, доглядаючи хворих, подібно до Петера Вірта, засновника ордена францисканців Вальдбрайтбаха, і помер після тривалої хвороби. У своєму заповіті він залишив гроші на нову бронзову браму для собору Святого Петра. Його фонд, серед іншого, підтримав будівництво нової церкви. Фінансування отримали «Брама смерті» Джакомо Манцу та «Брама таїнств» Венанцо Крочетті.
Німецький скульптор Арно Брекер створив бюст прелата у 1933 році.

## Нагороди

### Баварське королівство[6]
- Орден Святого Губерта (1898)[7]
- Орден Святого Георгія (Баварія), великий пріор (1902)[7]
- Медаль принца-регента Луїтпольда[7]
- Орден «За військові заслуги» (Баварія)
  - 4-го класу з короною і мечами (28 вересня 1914)[7]
  - 3-го класу з мечами (28 травня 1917)[8]
  - 3-го класу з короною і мечами (15 квітня 1918)[9]
  - офіцерський хрест з мечами (8 листопада 1918)[10]

### Австро-Угорщина
- Орден Золотого руна (1900)
- Ювілейний хрест[7]
- Королівський угорський орден Святого Стефана, великий хрест (1912)
- Орден Залізної Корони 3-го класу з військовою відзнакою (6 червня 1916)
- Хрест «За військові заслуги» (Австро-Угорщина) 3-го класу з військовою відзнакою[7]

### Іспанія[7]
- Орден Карлоса III, великий хрест
- Орден Монтеси, лицарський хрест (1907)

### Османська імперія[7]
- Орден Слави (Османська імперія), велика стрічка (1908)
- Золота медаль «Ліякат» з шаблями
- Галліполійська зірка

### Прусське королівство[7]
- Орден Чорного орла (1910)
- Орден Червоного орла, великий хрест (1910)
- Залізний хрест
  - 2-го класу (13 жовтня 1914)
  - 1-го класу
- Хрест Оливкової гори
- Князівський орден дому Гогенцоллернів, почесний хрест 1-го класу з мечами
  - мечі (1923)[11]

### Велике герцогство Баденське
- Орден Вірності (Баден)[7]
- Орден Бертольда I

### Брауншвейзьке герцогство
- Орден Генріха Лева, великий хрест[7]
- Хрест «За військові заслуги» (Брауншвейг) 2-го класу[7]

### Інші країни або династії
- Орден Святого Йосипа, великий хрест (Велике герцогство Тосканське; 1901)[7]
- Орден Зірки Румунії, великий хрест з мечами (1902)[7]
- Орден Подвійного дракона 1-го класу, 2-й ступінь (Династія Цін; 1903)[7]
- Орден Квітки Сливи, велика стрічка (Корейська імперія; 1903)[7]
- Орден хризантеми, велика стрічка (Японська імперія; 16 травня 1905)[7]
- Орден Королівського дому Чакрі (Сіам; 15 листопада 1906)[7]
- Орден Вежі й Меча, великий хрест (Португальське королівство; 1906)[7]
- Орден дому Саксен-Ернестіне, великий хрест (1907)[7]
- Королівський Вікторіанський орден, почесний великий хрест (Британська імперія; 21 серпня 1908)[7][12]
- Орден «Святий Олександр», великий хрест (Третє болгарське царство; 1908)[7]
- Орден Вюртемберзької корони, великий хрест[7]
- Константинівський орден Святого Георгія, бальї великого хреста справедливості з ланцюгом (Королівство Обох Сицилій)
- Орден князя Данила I, великий хрест (Королівство Чорногорія)[7]
- Єрусалимський Орден Святого Гробу Господнього, великий хрест (Ватикан)

## Галерея

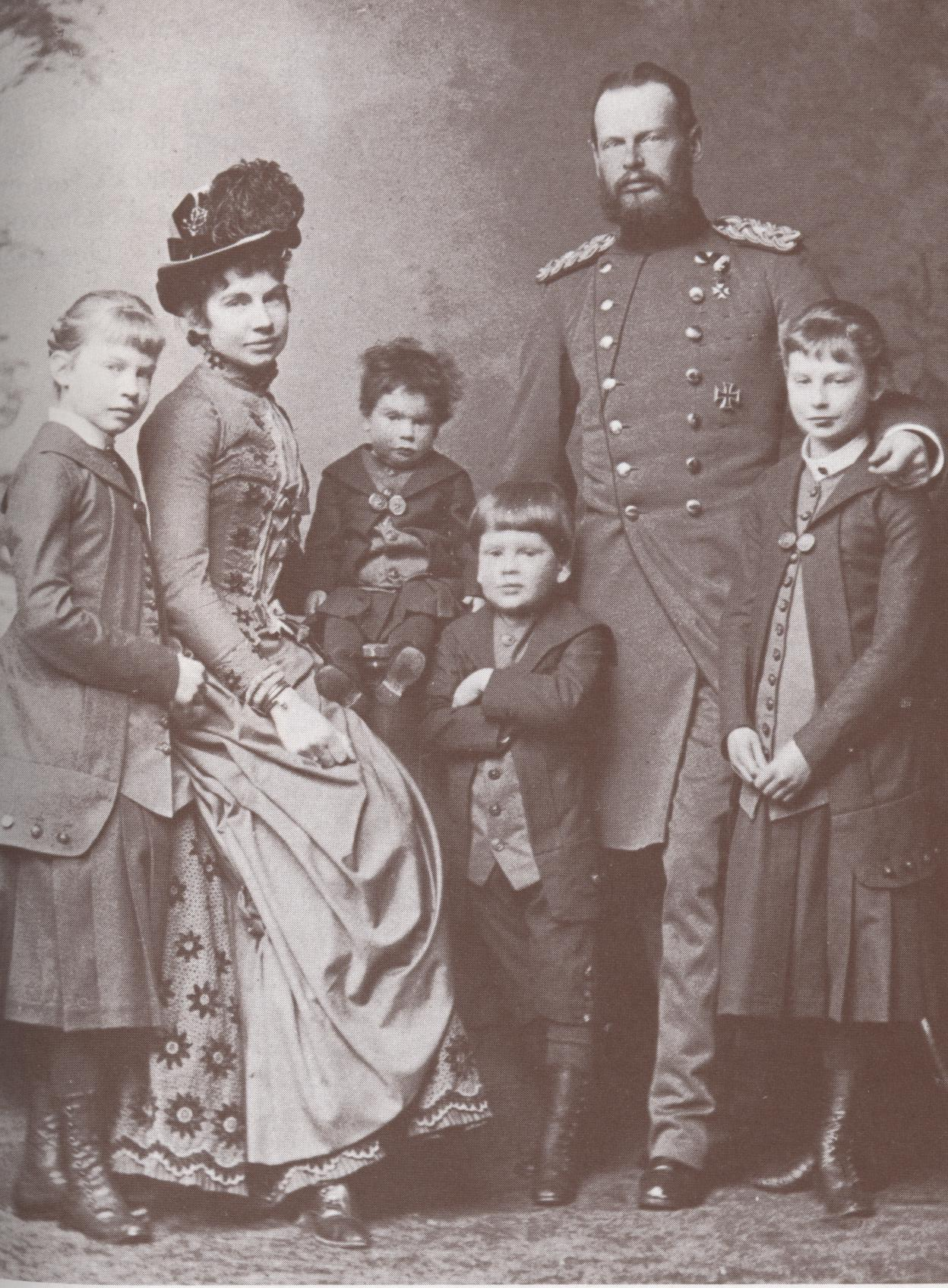
Принц Георг (стоїть в центрі) з батьками, сестрами і братом (1885).
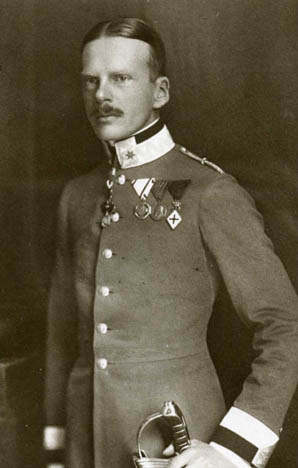
Принц Георг в австро-угорській формі (1908).
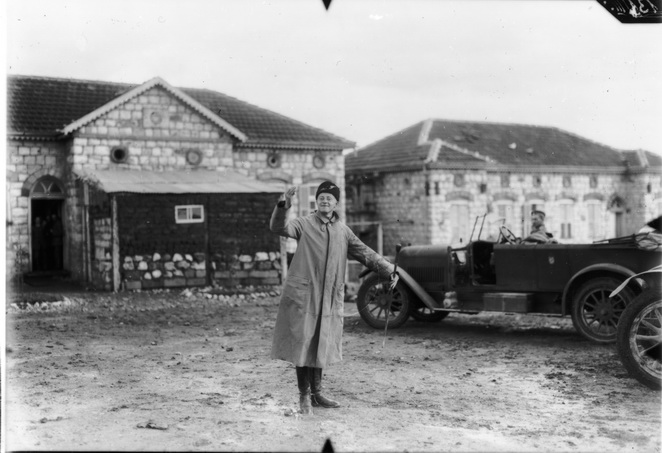
Принц Георг відвідує баварських льотчиків на Палестинському фронті (1917).
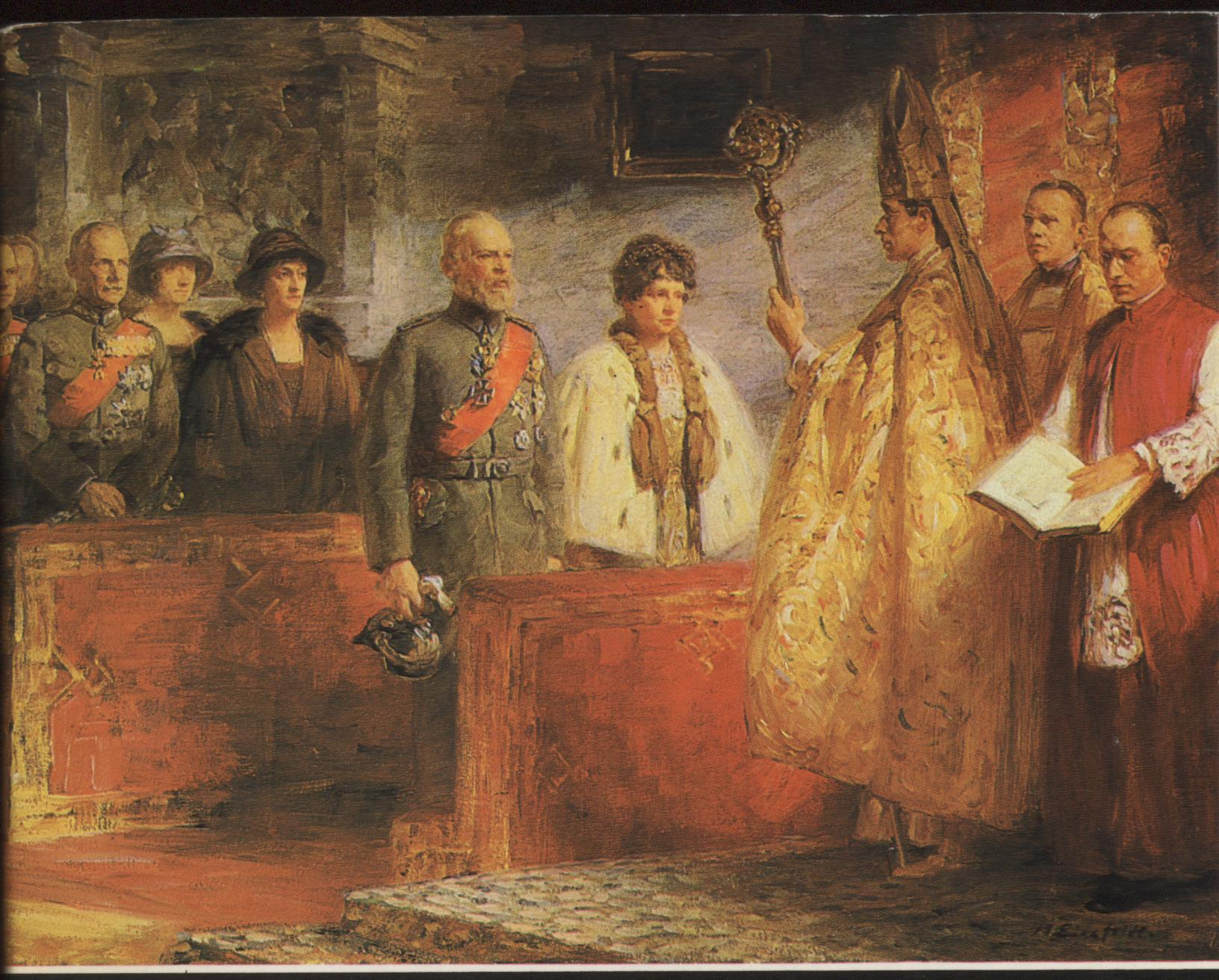
Принц Георг (другий праворуч) як священник на святкуванні золотого весілля своїх батьків (Мюнхен, 1923).